# Lepidoplaga flavicinctalis
Lepidoplaga flavicinctalis är en fjärilsart som beskrevs av Pieter Cornelius Tobias Snellen 1890. Lepidoplaga flavicinctalis ingår i släktet Lepidoplaga och familjen Crambidae. Inga underarter finns listade i Catalogue of Life.